# Langisjór
Langisjór – jezioro w południowej części Islandii o powierzchni 26 km² i maksymalnej głębokości 75 m.